# Яванский жаворонок
Ява́нский жа́воронок или ява́нский куста́рниковый жа́воронок (лат. Mirafra javanica) — вид птиц семейства жаворонковых. Выделяют 12 подвидов. Один из самых маленьких представителей семейства.

## Описание
Длина тела 13,5—15 см, масса 18—25 г. Оперение спины  коричневого, рыжеватого или песочного цвета с более тёмными центральными прожилками на перьях. На груди темные крапинки или полоски, бровь светло-коричневая. Низ бледный, с коричневым хвостом. Верхняя часть и макушка взрослой особи почти чёрные с крупными бугристыми или красновато-коричневыми прожилками. Молодые особи похожи, но макушка и верхняя часть аккуратно покрыты чешуей узкой белой бахромой до перьев. У птенцов плотный пух и контрастные тёмные пятна на языке и во рту. Клюв крепкий и короткий. Весит около 20 грамм.

## Питание
Питается исключительно мелкими насекомыми, собираемыми на земле.

## Распространение и среда обитания
Имеет широкий ареал: северо-восток и запад Азии, Австралия (с полуострова Эйр, Южная Австралия, через Викторию, Новый Южный Уэльс, Квинсленд, до залива Шарк). Ведёт оседлый образ жизни, но на юге Австралии — перелётный. Селится по кустарниковым зарослям, на открытых травянистых равнинах, полях, обширных лесных полянах. Синантроп: часто селится на газонах парков, скверов, спортивных площадок. Песнь длинная и очень разнообразная. Поёт сидя на кусте или в порхающем токовом полете. Питается исключительно мелкими насекомыми, собираемыми на земле.

## Поведение и размножение
Размножается на юге Австралии с ноября по январь. Строит гнёзда в форме чаши под пучками травы. Кладка обычно состоит из трёх, редко, из четырёх яиц. Яйца беловатые, с мелкими серо-коричневыми пятнами.

## В культуре
- Яванский жаворонок изображён на одной из марок королевства Бутан.